# Guy Ferland
Guy Ferland (né le 18 février 1966 à Beverly, dans le Massachusetts) est un réalisateur américain.
Guy Ferland a fait la réalisation de la troisième émission de la cinquième saison de « Prison Break ».

## Filmographie partielle
- 1995 : The Babysitter
- 1997 : Telling Lies in America
- 1999 : Delivered (en)
- 2001 : Orage aux Bahamas (en) (After the Storm)
- 2002 : Bang bang t'es mort (Bang Bang You're Dead)
- 2004 : Dirty Dancing 2
- 2011 : Torchwood : Saison 4 épisode 6, 9
- 2011-2012 : The Walking Dead (série télévisée) : 1 épisode de la saison 1, 2 épisodes de la saison 2 et 2 épisodes de la saison 3
- 2011-2012 : Homeland (série télévisée)
- 2023 : The Night Agent (série)